# Мајски дани књиге у Панчеву
Мајски дани књиге у Панчеву књижевна је манифестација, која се традиционално више од две деценије одржава сваког месеца маја у организацији Градске библиотеке Панчево. Манифестација се током пет дана трајања одржава на више градских простора у Панчеву и окупња еминентне ствараоце писане речи.

## Опште информације
Оснивач  градске манифестације „Мајски дани књиге у Панчеву“ (2003)  је Немање Ротар (Панчево, 1972), романсијер, приповедач и есејисте, који је  у свом родном граду координатор  и један од аутора „Стратегије културног развоја града Панчева 2010-2015.“, прве овог типа у Србији, покретач и координатор „Стратегије јавног информисања у граду Панчеву“ (2008) и идејни творац и један од покретача часописа Панчевачко читалиште, сада Читалиште (2002).
Манифестација „Мајски дани књиге”, првобитно је замишљена као сајам књига на отвореном простору.  Почев од 2023. године ова манфестација ...под притисцима новог тржишта литературе и гибања интересовања публике, акценат даје писцима, наградама, али и новој теми – вештачкој интелигенцији, која, прети да збрише одређена занимања.